# Paul Vignaux (philosophe)
Pour les articles homonymes, voir Vignaux.
Ne doit pas être confondu avec Paul Vignaux (homme politique).
Paul Vignaux, né le 18 décembre 1904 à Péronne et mort le 26 août 1987 à Saragosse, est un philosophe et médiéviste français spécialisé en histoire de la philosophie médiévale, et un syndicaliste, l'un des inspirateurs de la déconfessionnalisation de la CFTC.

## Biographie

### Parcours universitaire
Khâgneux à Bordeaux, Paul Vignaux est élève de l'École normale supérieure de 1923 à 1927, année où il est reçu premier à l'agrégation de philosophie.
De 1934 à 1976, il est directeur d'études à l'École pratique des hautes études (Ve section - sciences religieuses).

### Activité syndicale
De 1923 à 1928, il fait partie du comité général de l'Association catholique de la jeunesse française et, à partir de 1927, il milite à la Jeunesse ouvrière chrétienne (JOC).
En 1934, il est responsable de l’Institut de formation de la Confédération française des travailleurs chrétiens (CFTC).
En 1937, il est l'un des fondateurs du SGEN-CFTC, syndicat statutairement « laïque ».
De 1948 à 1970, Paul Vignaux est secrétaire général du SGEN. Il est l'un des inspirateurs de la déconfessionnalisation de la CFTC. Il est membre des instances confédérales de ce syndicat de 1948 à 1956 et de 1961 à 1972 (CFTC puis CFDT à partir de 1964). Il est alors l'un des mentors du jeune Jacques Delors.

## Publications
- Justification et prédestination au XIVe siècle. Duns Scotus, Pierre d'Auriole, Guillaume d'Occam, Grégoire de Rimini, 1934
- La Pensée au Moyen Âge, 1938
- De saint Anselme à Luther, 1976
- Manuel de Irujo : ministre de la République dans la guerre d'Espagne, 1936-1939, Éditions Beauchesne, 1986, 546 p. (présentation en ligne)
- Traditionalisme et syndicalisme. Essai d'histoire sociale (1884-1941), Editions de la Maison française, 1943.

## Archives
- Inventaire du fonds d'archives de Paul Vignaux conservé à La contemporaine.